# Zimitzalm
Die Zimitzalm ist eine Alm in der Gemeinde Grundlsee im österreichischen Bundesland Steiermark. Die Alm liegt im Südwesten des Toten Gebirges, in einer Höhe von 1000 m ü. A. Die Alm ist im Besitz der Österreichischen Bundesforste. Mehrere Bauern besitzen die Servituts-Weiderechte und treiben Galtvieh auf. Mitte des 19. Jahrhunderts standen auf der Alm 9 Hütten und es wurden 44 Kühe und 58 Schafe aufgetrieben. Auf der Alm stehen heute sechs Almhütten.

## Wanderwege
Die Zimitzalm ist über einen markierten Wanderweg vom Ortsteil Schachen am Grundlsee erreichbar. Der Weg führt entlang des Zimitzbachs und die Gehzeit bis zur Alm beträgt rund 1 Stunde.